# Globe terrestre

La Terre vue de l'espace (image de synthèse).

Un globe terrestre est une sphère sur laquelle est dessinée la surface de la Terre. Du fait de sa « ressemblance » avec la forme sphérique de la Terre, c'est la représentation la plus exacte de la planète (surtout si on lui a donné un relief sans exagération des altitudes). C'est une représentation à petite échelle.

## Modélisation
Le globe terrestre se modélise géométriquement par un ellipsoïde de révolution de rayon équatorial a et de rayon polaire b.
a est le rayon équatorial (ou demi-grand axe de l'ellipsoïde de référence) valant : a = 6 378,137 000 km (cf modèles WGS84 et GRS 80).
b est le rayon polaire (ou demi-petit axe de l'ellipsoïde de référence) valant : b = 6 356,752 314 245 km (cf modèle WGS84).
En assimilant le globe terrestre à une sphère parfaite, on en déduit les deux propriétés suivantes :
- Le rayon moyen Rmoyen de la sphère qui se rapproche au mieux de l'ellipsoïde en tout point M vaut Rmoyen = 6371 km (cf [IGN]). Rmoyen est en effet la moyenne arithmétique des trois demi-axes de l'ellipsoïde général (Rmoyen = (a + a + b)/3).
- La latitude géographique Φ de l'ellipsoïde équivaut à la latitude géocentrique φ de la sphère.

## Histoire

### Antiquité et Moyen-Âge
La nature sphérique de la Terre est clairement connue des Grecs dès le IVe siècle av. J.-C. et des Romains comme le montre Pline l'Ancien qui écrivait :

« Parmi les crimes de notre ingratitude je compterai aussi notre ignorance de la nature de la Terre. (2) D'abord, quant à sa figure, le consentement unanime en décide : nous disons le globe de la terre, et nous convenons que la circonférence en est limitée par les pôles. Ce n'est pas, il est vrai, une sphère parfaite; il y a trop de montagnes élevées et de plaines étendues; mais si l'on fait passer une courbe par les extrémités des lignes, on décrira de cette façon une surface sphérique régulière. Les lois naturelles veulent qu'elle soit ronde, mais non en vertu des mêmes causes que celles que nous avons rapportées par le ciel (II, 2). (3) En effet, le ciel est une sphère creuse qui pèse de toutes parts sur son pivot, c'est-à-dire sur la Terre ; celle-ci, solide et condensée, s'arrondit comme par un mouvement de soulèvement, et se développe. Le monde tend vers le centre, la Terre tend hors du centre, et le globe immense qu'elle constitue prend la forme d'une sphère, par l'effet de la révolution perpétuelle du monde autour d'elle »

Aristote en fournit des preuves dans son ouvrage Du ciel et le mentionne dans ses Météorologiques.
Les premières mentions d'une représentation de la Terre sous forme d'un globe proviennent de Strabon et Ptolémée. Strabon mentionne incidemment l'existence d'un globe terrestre construit par Cratès de Mallos au IIe siècle av. J.-C. . Il y découpait le globe en 4 parties dont une représentait l'écoumène. Ptolémée, dans son Almageste, indique comment fabriquer un globe terrestre.
On a également mention de globes terrestres construits durant l'âge d'or islamique sans qu'on puisse toutefois y distinguer la réalité de la légende,. David Woodward signale, par exemple, l'existence d'une référence à un globe terrestre construit par Jamal ad-Din et ramené de Perse à Pékin en 1276.
En Europe, les mentions attestées de sphères terrestres, qui ne soient pas symboliques mais géographiques, semblent dater du début du XVe siècle, en France avec les globes de Jean Fusoris et Guillaume Hobit, en Allemagne avec le globe du moine Fridericus. Puis, dans le dernier tiers du XVe siècle, les témoignages sont de plus indiscutables sur la fabrication de globes, notamment chez Nicolaus Germanus (en).

### Premiers globes encore conservés

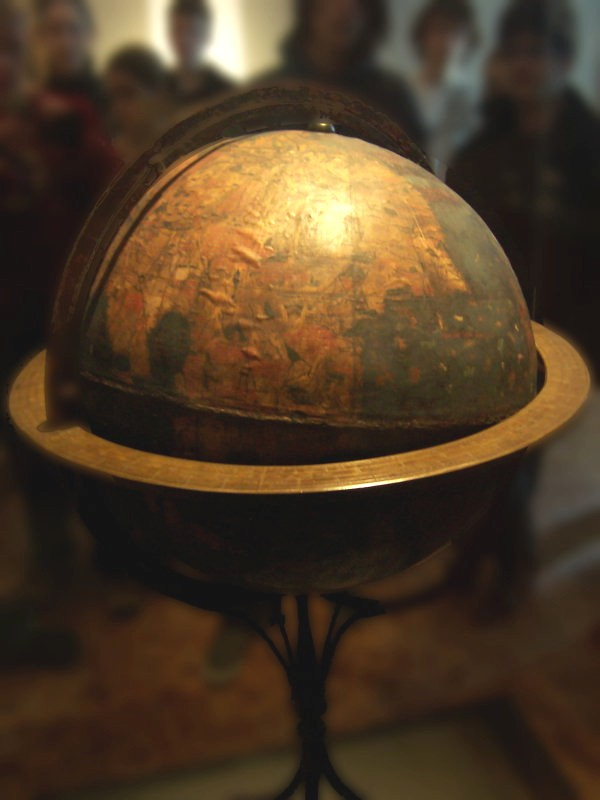
Erdapfel de Martin Behaim.

Le plus ancien globe terrestre parvenu jusqu'à nous est le globe de Martin Behaim de 51 cm de diamètre, appelé Erdapfel, et réalisé à Nuremberg en 1492, année de la découverte de l'Amérique qu'il ne représente pas, ni l'Australie découverte beaucoup plus tard.
Le cartographe Martin Waldseemüller adapte en 1507 l'imprimerie aux besoins des fabricants de globes en créant les fuseaux. Jusque-là, les globes étaient toujours peints et uniques. De plus, les cartes de Waldseemüller publiées à Saint-Dié des Vosges furent les premières à porter l'inscription « America ». Selon Monique Pelletier, il serait l'auteur en 1506 ou 1507 d'un globe manuscrit passé à la postérité sous le nom de Globe vert.
Le Globus Jagellonicus, exposé dans les locaux du Collegium Maius de l'université Jagellonne de Cracovie en Pologne, est daté de 1510 et serait le deuxième plus ancien globe montrant l'Amérique.
L'Allemand Johann Schöner publie en 1515 une carte du globe sur douze fuseaux avec un manuel de mode d'emploi pour monter son globe terrestre de 27 cm de diamètre. La demande fut telle que les fabricants de globes avaient du mal à fournir. Malgré le nombre important de globes commercialisés à cette période, surtout aux Pays-Bas, il n'en reste aucun exemplaire aujourd'hui. Les plus anciens globes terrestres imprimés parvenus jusqu'à nous sont les productions du néerlandais Gemma Frisius (vers 1536). Gérard Mercator travailla notamment à la gravure des globes en 1536 et 1537. Ce dernier se mettra ensuite à son compte en produisant notamment un globe de 41 cm de diamètre.

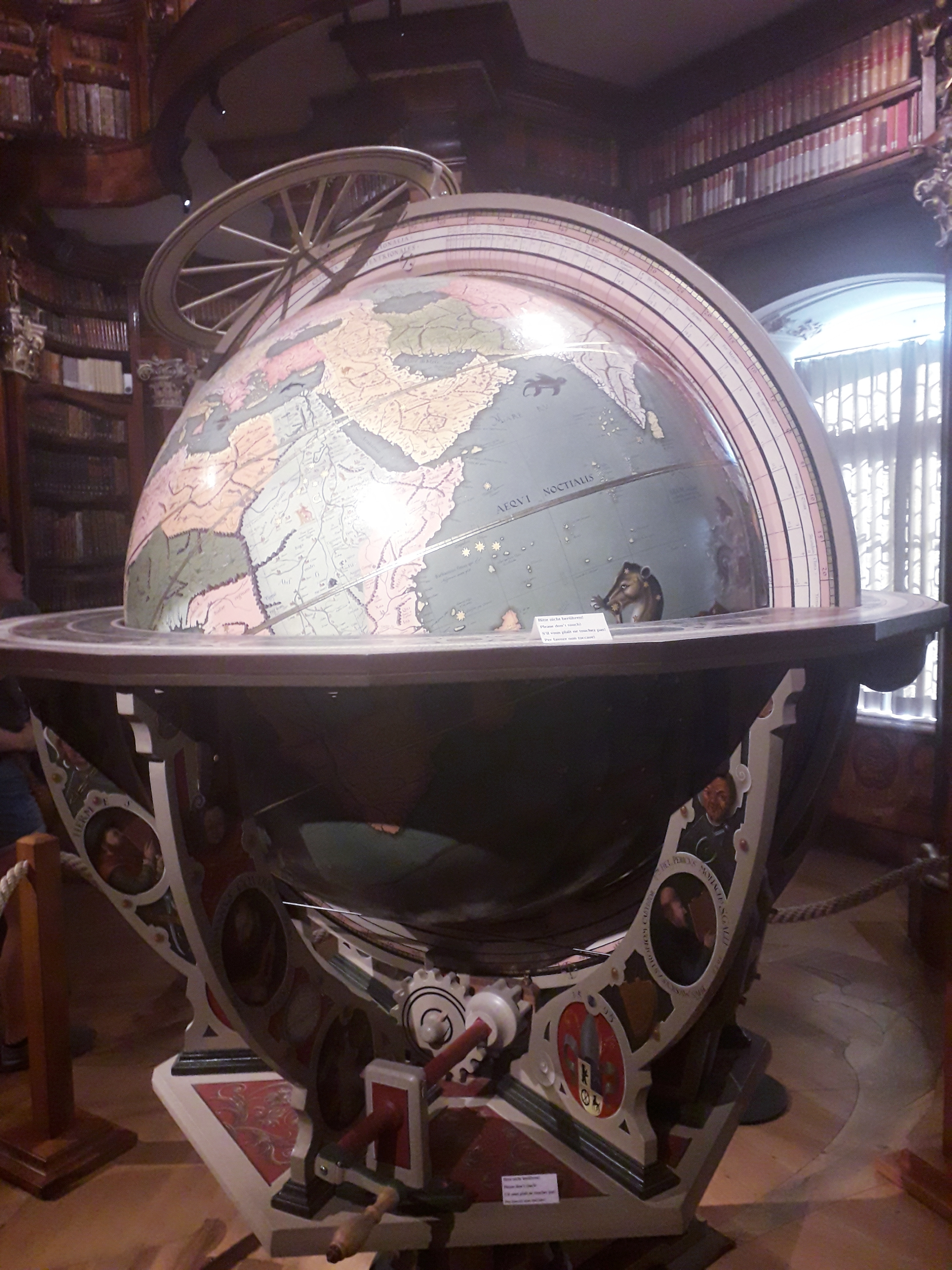
globe terrestre de 1576 conservé dans la bibliothèque de l'abbaye de saint gall

### Globes duXVIIesiècle

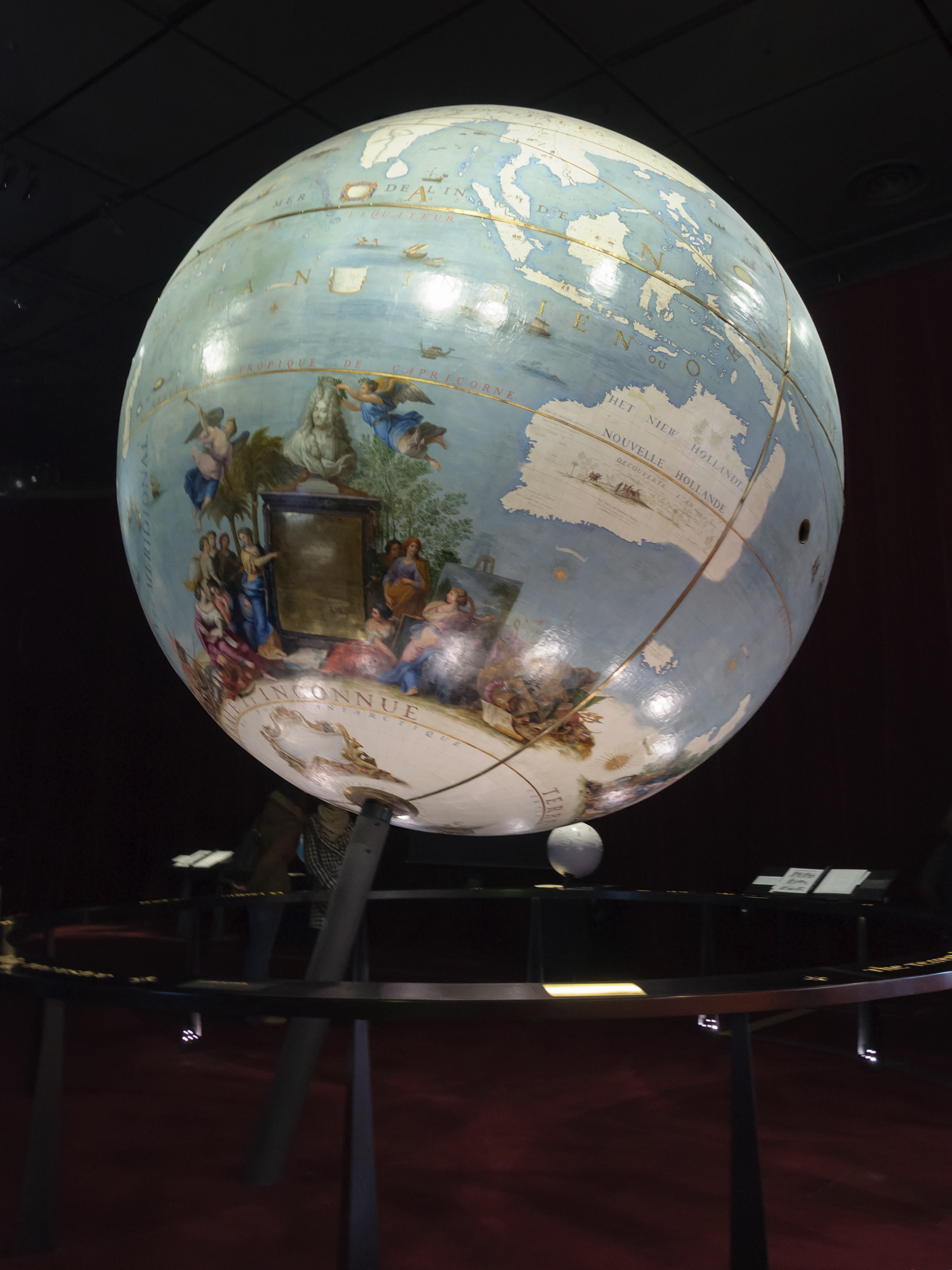
Globe terrestre de Coronelli sans son mobilier (1683), Bibliothèque nationale de France.

Au début du XVIIe siècle, Amsterdam s'impose comme la capitale des globes où travaille notamment Jodocus Hondius. Il ne reste aujourd'hui aucun globe signé Hondius. Seul subsiste de nos jours une copie d'un globe de 21 cm du maître néerlandais réalisé en 1615 par l'Italien Giuseppe de Rossi à partir d'un modèle datant de 1601. Parmi les autres fabricants amstellodamois, citons également Willem Blaeu, qui réalisa des globes de 68 cm de diamètre en 1616. Ils étaient alors les plus volumineux jamais construits.
L'école d'Amsterdam essaime en Europe lors de la seconde partie du XVIIe siècle. En Angleterre, c'est Joseph Moxon, formé à Amsterdam chez Blaeuw, qui produit au milieu du siècle des globes de cinq dimensions[Quoi ?]. En Allemagne, citons Georg Christoph Eimmart (1638-1705).
C'est toutefois l'Italie qui abrite le plus prestigieux fabricant de globes du siècle : Vincenzo Coronelli. Coronelli produit les plus spectaculaires globes de l'histoire : les Globes de Marly. Offerte à Louis XIV en 1683, cette paire de globes terrestre et céleste mesurent 3,87 mètres de diamètre sans le mobilier. En ajoutant ce dernier, l'ensemble culmine à huit mètres de hauteur pour près de 5 mètres de diamètre. Les Globes de Marly, parfois également nommés Globes de Coronelli, ne sont pas les seuls produits par le cartographe italien. On citera ainsi pour l'exemple le globe terrestre de 108 cm de diamètre ornant la bibliothèque Sainte-Geneviève à Paris. Il existe plusieurs exemplaires de ce type de globes, surnommés les « 110 de Coronelli ».

### Les globes duXVIIIesiècle

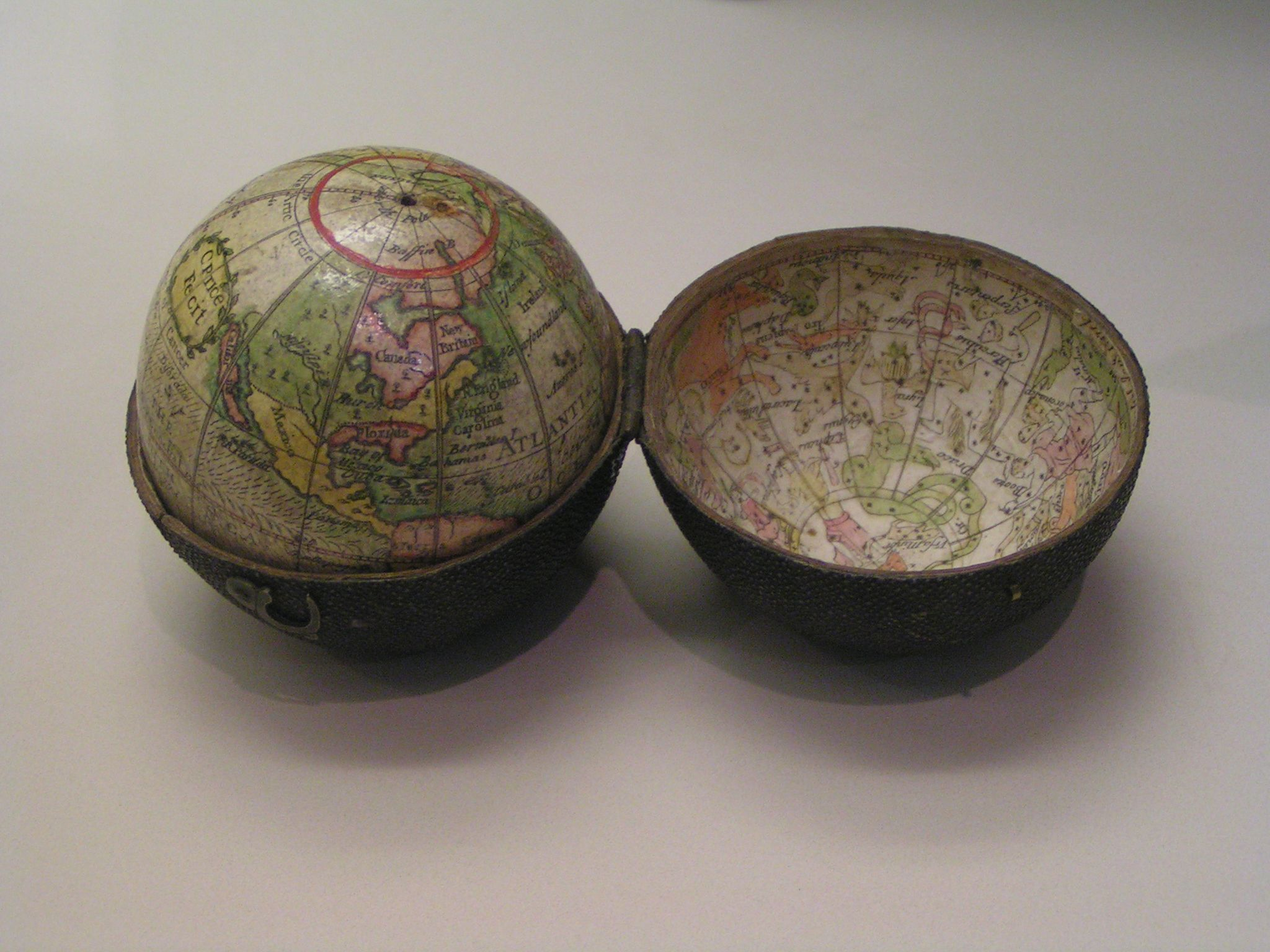
Globe de poche de Charles Price (1716).

Dès les toutes premières années du XVIIIe siècle, le marché anglais des globes se scinde en deux branches : les globes de poche et les globes classiques. Parmi les plus fameux fabricants de globes de poche, citons Charles Price, qui opère au début du siècle, et Nathaniel Hill, actif de 1746 à 1768. La grande mode des globes miniatures culmine toutefois entre la fin du XVIIIe siècle et le XIXe siècle.
Les Pays-Bas retrouvent en partie leur dynamisme au début du siècle sous l'impulsion de Gerard et Leonard Valk qui produisent entre 1701 et 1726 sept paires de globes terrestres et célestes de 7,75 cm à 62 cm de diamètre.
L'Allemagne produit un globe étonnant et qui fera date : le globe muet. Signé par Franz Ludwig Güssefeld, ce globe de 10,3 cm de diamètre ne comporte aucune légende. Il avait un usage pédagogique, notamment pour interroger les élèves.
En France, Guillaume Delisle (1675-1726), ancien élève de Jean-Dominique Cassini, signa un globe terrestre de 31 cm de diamètre vers 1700. Didier Robert de Vaugondy (1723-1786) réalise son premier globe terrestre en 1745. Il reçoit en 1751 une commande royale à destination de la marine avec des globes de 45,5 cm. Ces globes connurent plusieurs rééditions (1764 et 1773). Concernant les mises à jour liées aux nouvelles découvertes, les fabricants de globes assurent depuis l'origine une forme de service après-vente en fournissant à leurs clients des éléments de cartes à coller sur le globe.

### Les globes duXIXesiècleà nos jours

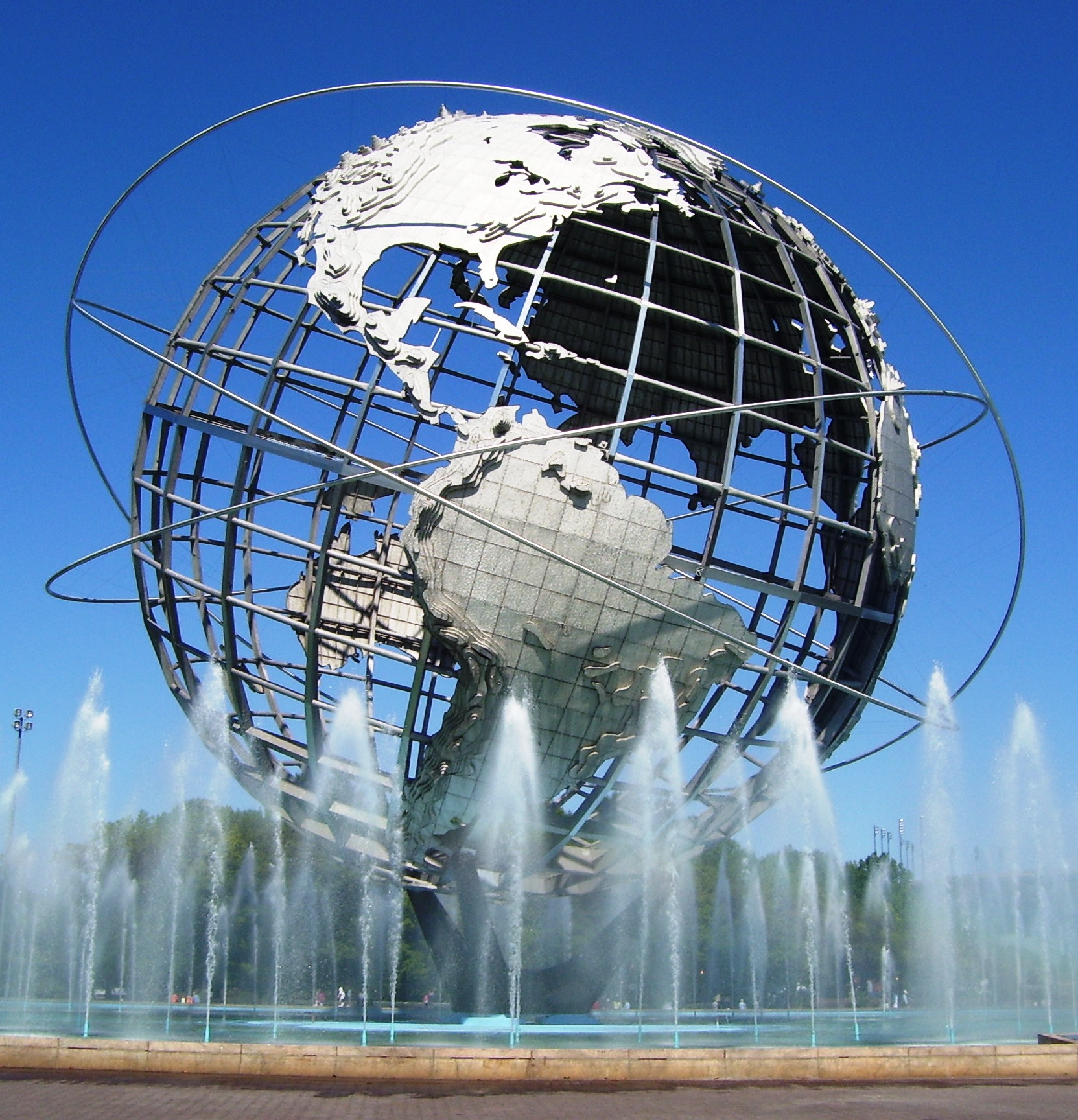
L'Unisphere à New York (1964).

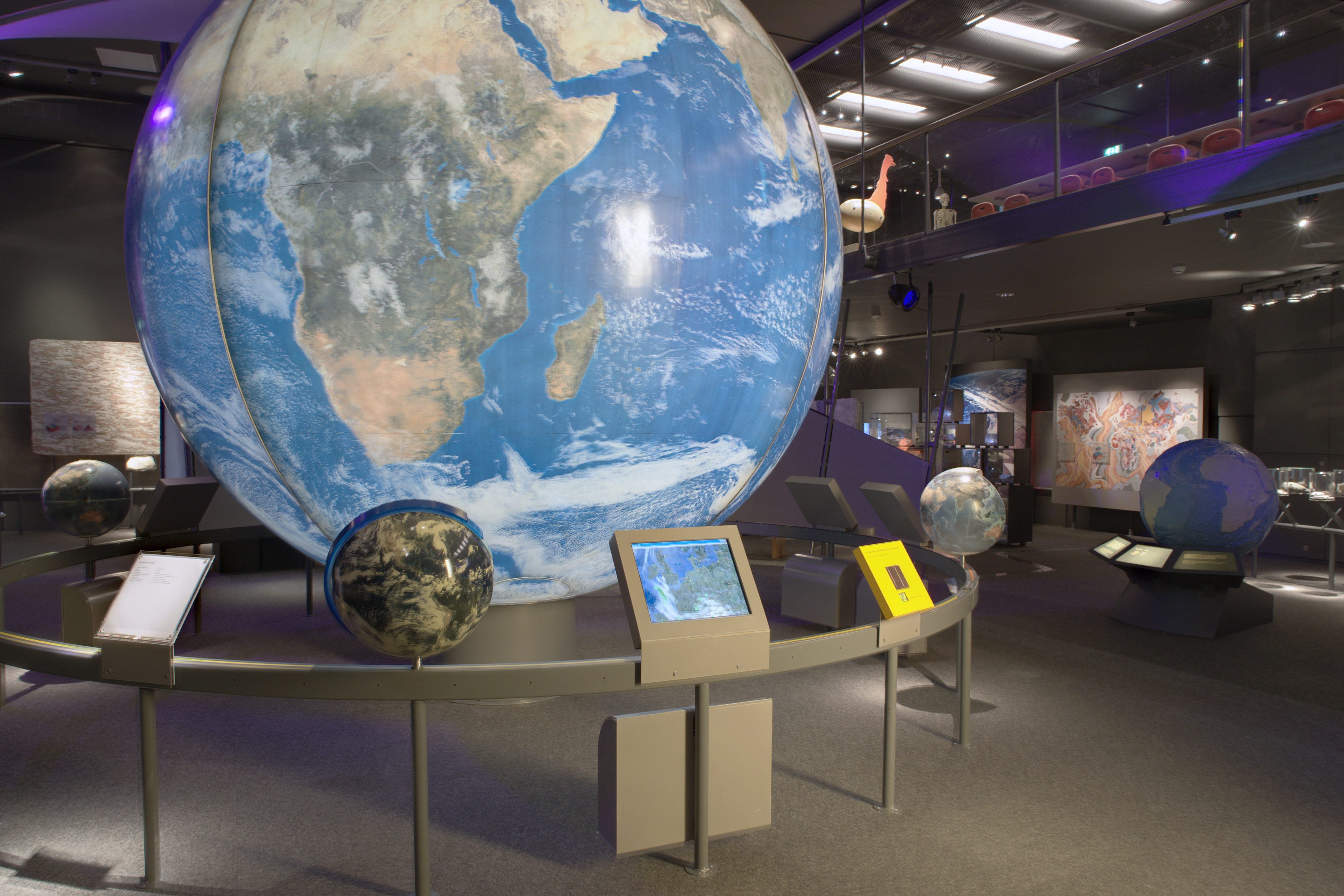
Globe terrestre vu de l'espace, Naturalis, Leyde (1998).

#### Angleterre
Les Anglais conservent toujours une solide école de fabricants de globes. La société Newton, Son & Berry produit ainsi de 1831 à 1841 des globes de poche tandis que James Wyld (1812-1887) fait sensation à l'occasion de l'exposition universelle de Londres en 1851 en construisant un globe unique de 12 mètres de diamètre. Les visiteurs pouvaient même pénétrer à l'intérieur du globe géant. Il s'agit évidemment d'une opération publicitaire pour présenter les produits de la maison Wyld.
Aussi à Londres (Angleterre), le constructeur John Mowlem produit en 1887 un grand globe de pierre de Portland qu'il transporta par bateau jusqu'à sa ville natale de Swanage. Mowlem érigea le globe au sud de la ville, à Durlston Head, sur le Jurassic Coast, où il peut être vu aujourd'hui. Son diamètre est 3 mètres.

#### Allemagne
L'école de cartographie allemande était très réputée au XIXe siècle.
L'Allemand Paul Oestergaard, avec son frère Peter à Berlin, sont considérés comme les inventeurs dès 1909 du premier globe terrestre en verre soufflé revêtu d'une carte en papier marouflé, le Columbus Erdglobus. Par la suite, ces globes translucides seront éclairés de l'intérieur.
Le Globe Columbus pour les dirigeants de l'État et de l'industrie fut fabriquées à Berlin au milieu des années 1930 avec deux éditions limitées, une grande qui mesurait presque deux mètres de haut avec son socle et dont un exemplaire se trouvait à la Chancellerie dans le bureau d'Adolf Hitler lui-même, une plus ordinaire.
Les globes terrestres Columbus sont toujours fabriqués en Allemagne.
Räthgloben Verlag est un atelier de fabrication de globes terrestres qui a été fondé en 1917 à Leipzig par Paul Räth et qui revendique d'avoir créé en 1921 le premier globe lumineux dont un exemplaire se trouve au musée des globes à la Bibliothèque nationale de Vienne. Un autre spécimen remarquable de globe de 64 cm de diamètre, fabriqué pour les paquebots de croisière de luxe de Norddeutschen Lloyd, se trouve depuis 1926 au Musée de Munich. Cette entreprise, qui a été reprise en 1999 par son concurrent italien Nova Rico S.p.A. fr Florence, a construit en 2001 une nouvelle usine qui a été doublée en 2021.

#### France
Outre-Manche, le Français Charles François Delamarche (1740-1817) domine le marché, notamment avec ses globes de 32,5 cm de diamètre. Delamarche avait acheté le fonds documentaire de Robert de Vaugondy et exploita cette documentation. Ce fut le point de départ d'une dynastie de fabricants de globes de trois générations.
Parmi les fabricants de globes français du début du XXe siècle, citons Girard & Barrère et Joseph Forest (1865-19..). Ce dernier a notamment fourni les écoles françaises mais a également proposé à son catalogue un globe briquet. Ce type de globe fantaisie se déclina également dans des versions globe-bar par exemple.
Le dernier fabricant français de globes terrestres scolaires et professionnels, l'éditeur de cartes et de plans de villes Taride à Paris, a cessé ses fabrications dans les années 1970.

## Fabricants de globes
Il n'existe aujourd'hui (2020) qu'une poignée de fabricants de globes à travers l’Europe,, réalisant encore le travail de manière artisanale. 
Les fabricants de globes sont de deux types : les cartographes qui éditent leurs travaux, et des éditeurs qui exploitent des travaux parfois anciens plus ou moins bien mis à jour. La fabrication de globes donna lieu à la mise en place de dynasties familiales sur plusieurs générations. On citera les Hondius, les Blaeu ou les Delamarche.
Les globes terrestres Columbus sont toujours fabriqués depuis 1909 en Allemagne, les plus grands mesurent 1,30 mètres de diamètre, les plus luxueux sont toujours une carte en papier divisée en douze secteurs appliqués sur une sphère en cristal soufflé. Les modèles plus courants sont en plexiglas sérigraphié deux fois, à l'intérieur et à l'extérieur, afin de pouvoir afficher deux cartes politique ou physique selon que l'intérieur est éclairé ou pas.
L'entreprise italienne de fabrication de globes terrestres Nova Rico S.p.A. à Florence propose depuis 1955 des beaux globes terrestres éducatifs, scientifiques ou décoratifs avec un diamètre allant jusqu'à 50 cm, certains ont une sphère multidirectionnelle (globe à double axe de rotation). Plusieurs modèles sont la reproduction de globes anciens. En 1999, Nova Rico s'est associé à Tecnodidattica S.p.A. de Gênes pour prendre une participation majoritaire dans l'entreprise allemande de globes Räthgloben 1917 Verlag de Leipzig qui a construit en 2001 une nouvelle usine, doublée en 2021.
En France, le château royal d'Amboise a récemment acquis un globe fabriqué dans le dernier atelier français du genre, installé à Besançon, reprenant les techniques et la cartographie du XVIe siècle

## Symbolique du globe dans l'histoire

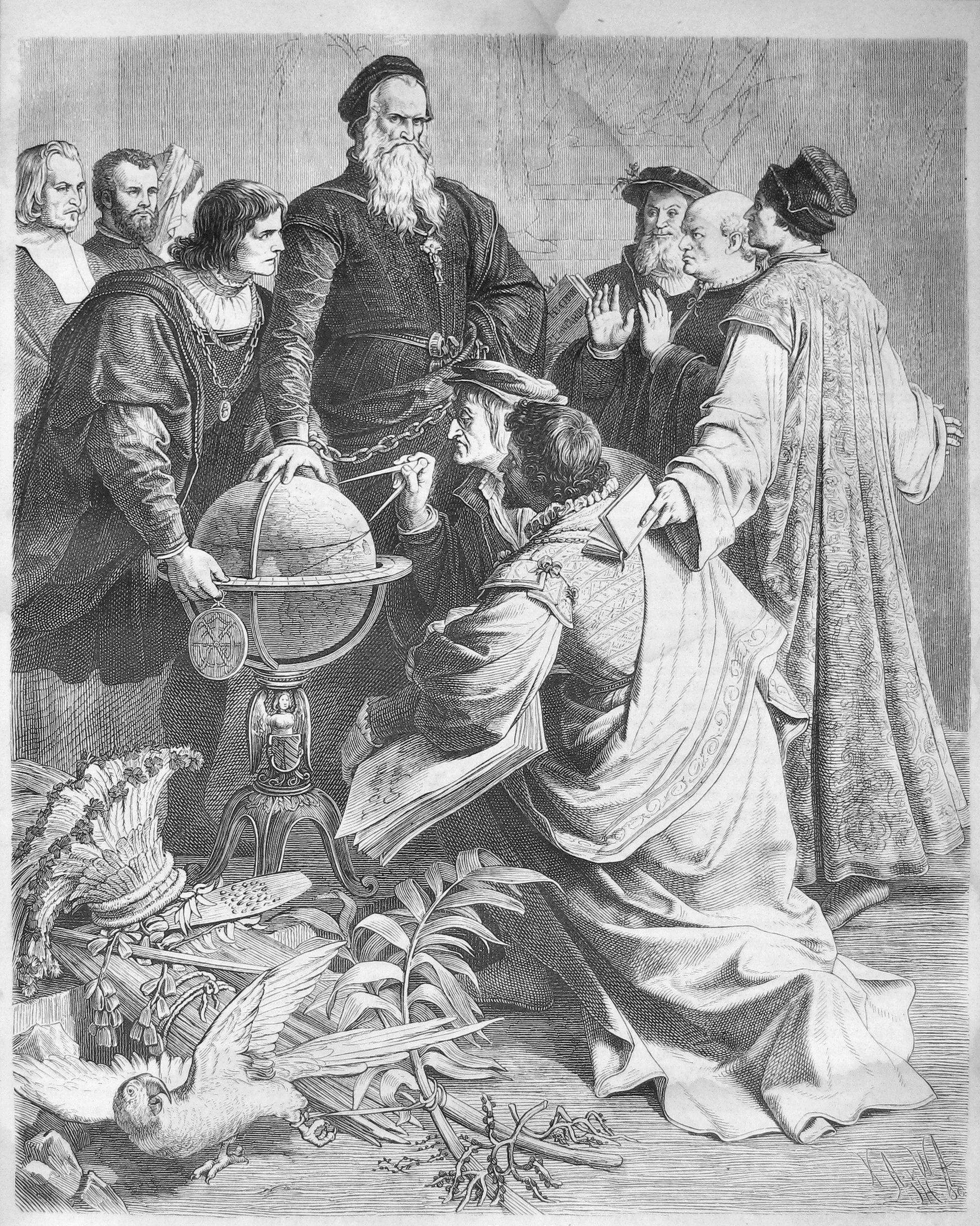
Savants de la Renaissance penchés sur un globe au temps des grandes découvertes, Die Gartenlaube, 1863.

Dès le Ier siècle av. J.-C. l'empereur Auguste est représenté avec un globe, qui devient un attribut de la symbolique impériale.
Après le Moyen Âge, lorsqu’un roi s'attribue un globe, son image confère une dimension d’apothéose, de délégation sur terre d’un pouvoir divin.
Au XVIe siècle, époque où les guerres de religion font rage, le globe est associé à l’instabilité du monde, la boule renvoie à la folie du monde, d'où l’expression « le monde à l’envers ».
À la Renaissance, le globe, vecteur et somme des nouvelles connaissances astronomiques et géographiques, devient parallèlement un symbole de savoir érudit. Le globe représente également la vanité du monde et des accomplissements humains, leurs caractères éphémères.
Aujourd'hui, le globe connote l'universalité et la mondialisation, l’expansion mondiale de certaines grandes entreprises et la diffusion planétaire.
Les images de la Terre vue de l’espace rendent visible la beauté de la planète, mais aussi sa fragilité par rapport aux pressions écologiques ou politiques.

## Globes remarquables

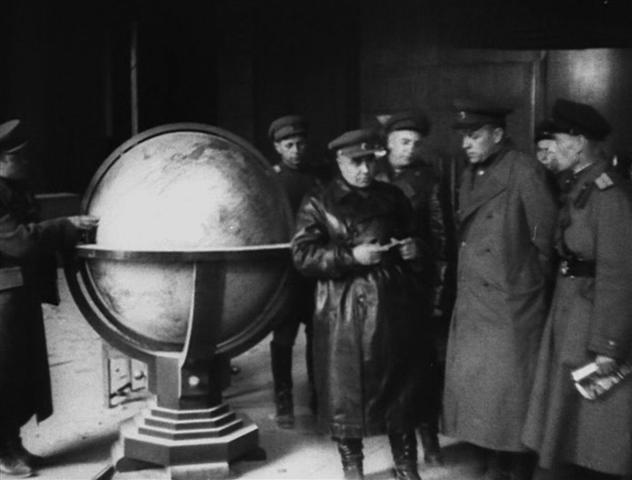
Soldats de l'armée rouge à côté du Globe Columbus de la chancellerie du Reich à Berlin (1945).

- le globe Erdapfel (1490-1492, 51 cm de diamètre de Martin Behaim) ;
- le Globus Jagellonicus (1510, 73,5 cm de diamètre avec une des premières représentations de l'Amérique) ;
- le globe conçu par le bibliothécaire et géographe Tilemann Stella en 1576 pour le duc Johann Albrecht 1er du Mecklembourg à Schwerin vendu en 1595 à l'abbaye de Saint Gall, dans la bibliothèque de laquelle il est encore aujourd'hui conservé. l'Océan Atlantique, détail du globe terrestre de Saint Gall

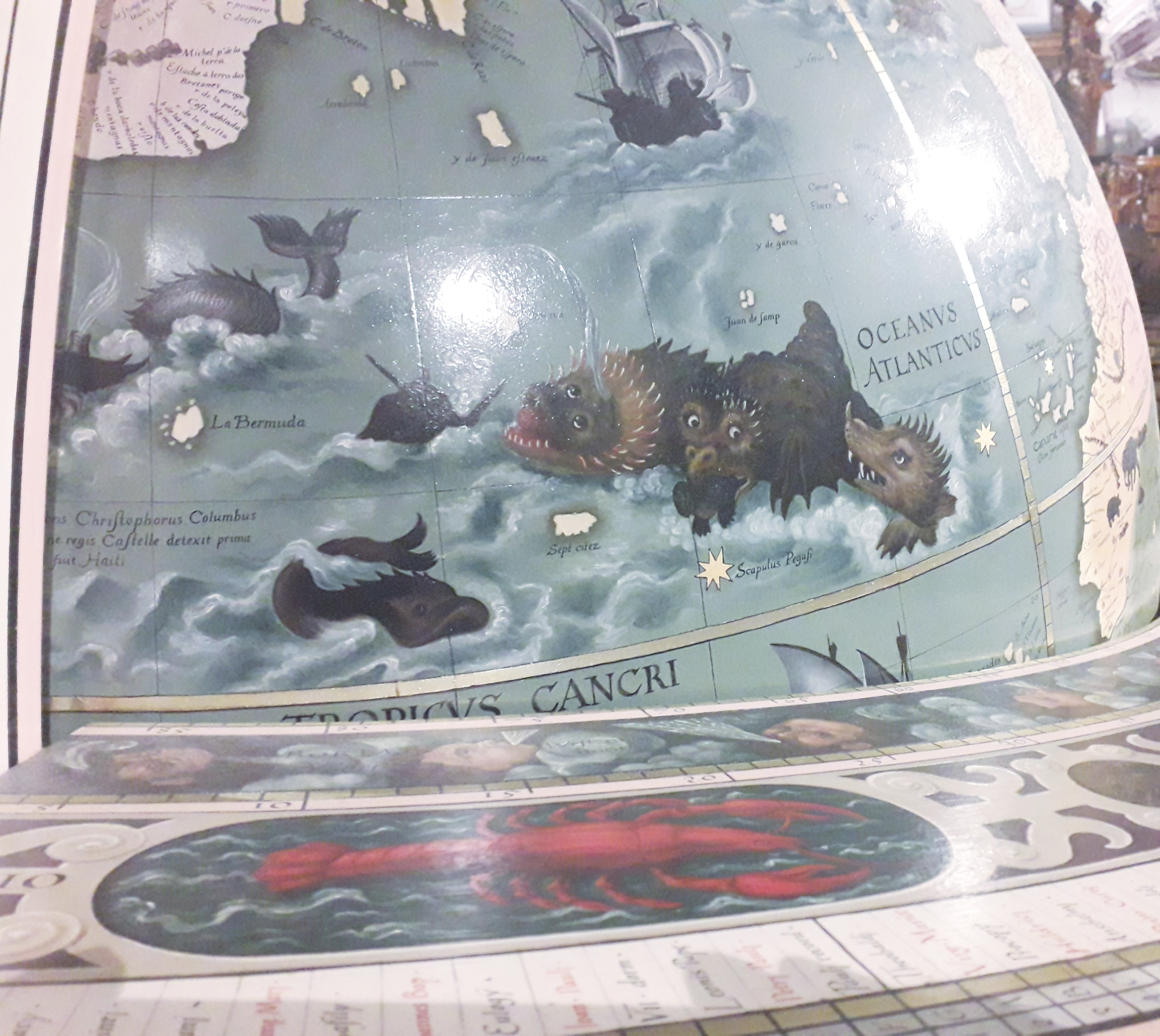
l'Océan Atlantique, détail du globe terrestre de Saint Gall

- les globes de Coronelli (1683, 387 cm de diamètre sans le mobilier) ;
- les globes de l'abbé Nollet (1728 et 1730), terrestre et céleste de 32,5 cm de diamètre.
- le globe terrestre de 8 pieds (245 cm) fabriqué de 1784 à 1786 par Nicolas Gabriel Le Clerc et Dom Claude Bergevin, avec le concours de Didier de Vaugondy, géographe du roi.
- le premier globe terrestre éclairé à l'électricité fabriqué à l'atelier de Paul Räth en 1921, un exemplaire est exposé au musée du globe de la Bibliothèque nationale de Vienne.
- le globe Columbus pour les dirigeants de l'État et de l'industrie spécialement conçu vers 1935 pour le chancelier Adolf Hitler.